# Skålhamra kvighages naturreservat
Skålhamra kvighages naturreservat är ett kommunalt naturreservat i Täby kommun i Stockholms län.
Området är naturskyddat sedan 2023 och är 23 hektar stort. Reservatet ligger vid västra stranden av Vallentunasjön och består av trädbeklädd betad hage.